# Molophilus wadna
Molophilus wadna är en tvåvingeart som beskrevs av Günther Theischinger 1992. Molophilus wadna ingår i släktet Molophilus och familjen småharkrankar. Inga underarter finns listade i Catalogue of Life.